# Sceloporus consobrinus
Espèce
Synonymes
- Sceloporus undulatus consobrinus Baird & Girard, 1853

Sceloporus consobrinus est une espèce de sauriens de la famille des Phrynosomatidae.

## Répartition
Cette espèce se rencontre :
- aux États-Unis dans l'Arizona, dans le Texas, dans l'Oklahoma, dans le Nouveau-Mexique, dans le Colorado et dans le Kansas ;
- au Mexique dans le Chihuahua, dans le Durango, dans le Coahuila, dans le Nuevo León et dans le Zacatecas.

## Publication originale
- Baird & Girard, 1854 "1853" : Appendix F. Zoology. Reptiles in Marcy & McClellan, 1854 "1853" : Exploration of the Red river of Louisiana, in the year 1852, p. 188-215 (texte intégral).